# Barca

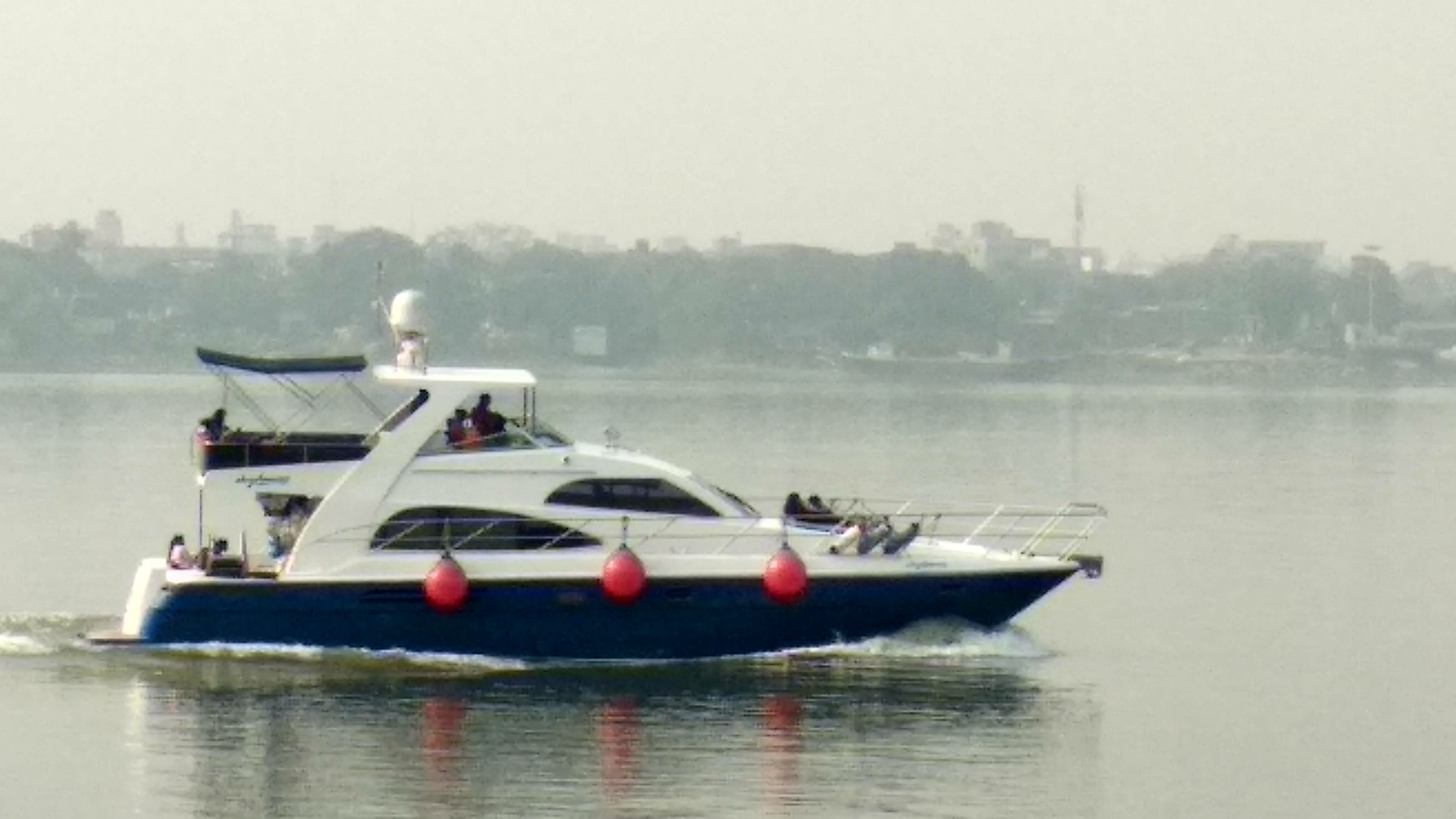

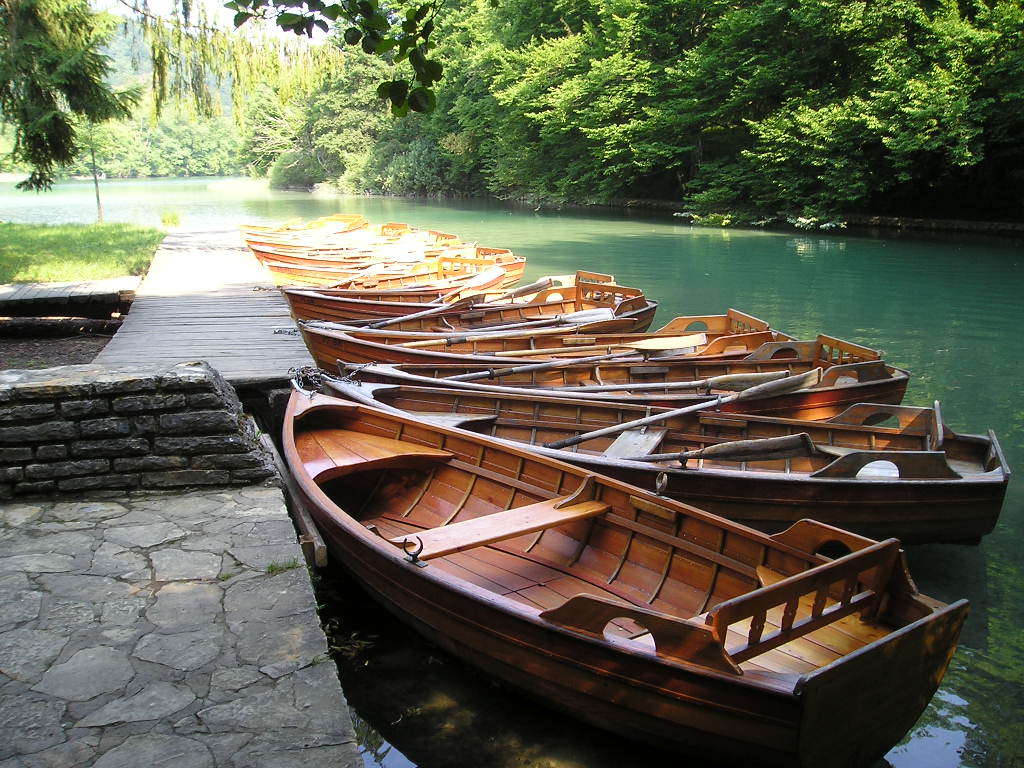
Barcas

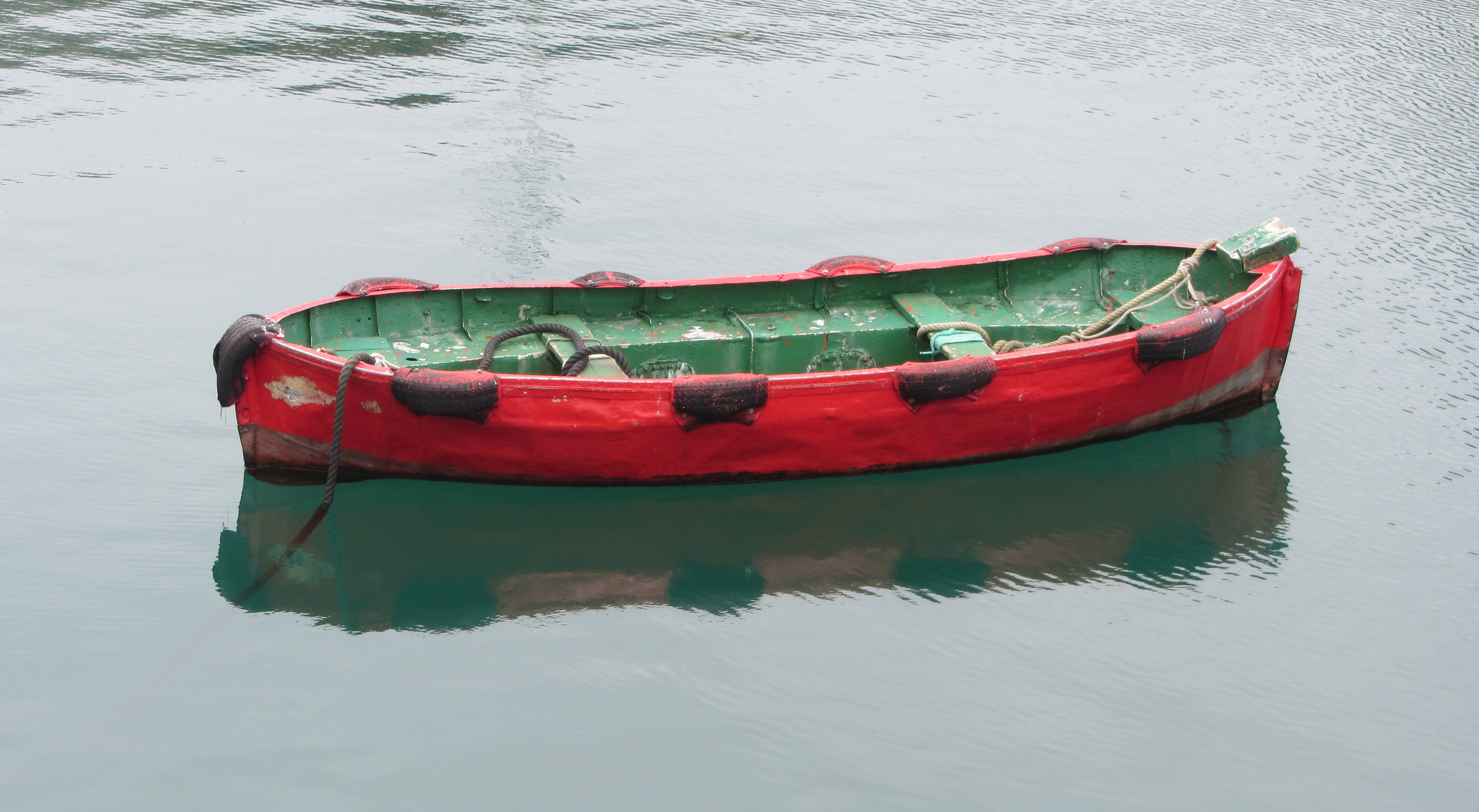
Barca en el puerto de Guetaria.

Una barca es una embarcación chata abierta por ambos extremos que en los ríos demasiado anchos y profundos sirve para el transporte de personas, ganados, carruajes o mercancías. También puede utilizarse para pescar. Normalmente está construida en madera.
Las hay de remo y de cuerda. Estas últimas se guían de la siguiente manera: en un extremo se ata un cable que es llevado a la orilla opuesta por algunos nadadores, y otro en la parte posterior. Ambos sirven cuando los ríos no son vadeables para que tirando de margen a otra conduzcan tropas, víveres, municiones, etc. 

## Tipos de barcas
- Barca cañonera. La que se construye y apareja en los arsenales para que pueda montar un cañón.
- Barca chata. Pequeño bote cuya quilla es plana y sirve para pasar riachuelos, canales, etc. También se usan esta clase de barcas en la construcción de puentes volantes.
- Barca bombardera. Así se llama la que se arma con un mortero
- Barca flamenca. Barca cuya quilla es plana y tiene un solo palo con vela latina. Los holandeses y flamencos la usaban como medio de transporte en los ríos para conducir, en tiempo de guerra, soldados, municiones, víveres, etc.

## Barcas sagradas en el Antiguo Egipto

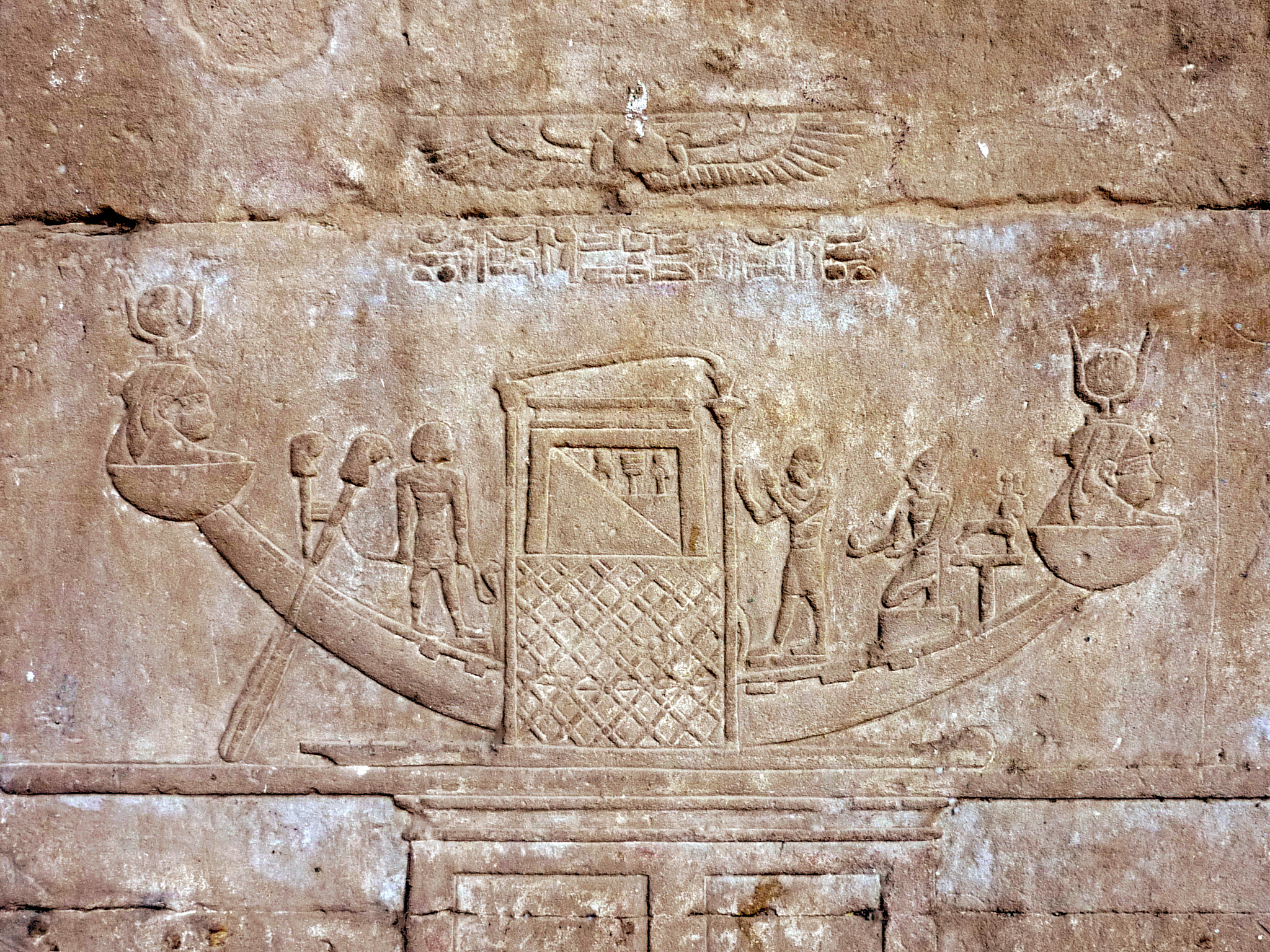
Relieve de la barca sagrada de Hathor en el templo de Edfu.

En el Antiguo Egipto, las barcas sagradas eran un tipo de embarcación utilizado mitológica y ritualmente desde los primeros registros materiales conocidos. Estas barcas están representadas en muchos dibujos, pinturas y relieves que documentan su cultura ancestral. También se creía que el transporte a la otra vida se realizaba mediante barcas, y esta imagen se conserva en muchos de los murales religiosos y esculpidas en templos y tumbas.
Como se pensaba que las deidades viajaban en estas barcas por el cielo, la Vía Láctea se veía como una gran vía fluvial que era tan importante como el Nilo en la Tierra. Las estatuas de culto de las deidades viajaban en barcas sagradas por el agua y los sacerdotes transportaban las barcas ritualmente durante las procesiones y ceremonias de las fiestas en honor de las divinidades. Los templos incluían reposaderos o santuarios de las barcas, a veces más de uno en un templo, donde descansaban las barcas sagradas.